# Toussieux
Ne doit pas être confondu avec Toussieu.
Toussieux est une commune française, située dans le département de l'Ain en région Auvergne-Rhône-Alpes.

## Histoire
La première mention de Toussieux date de 1186 lorsque les seigneurs de Villars font des dons de terres et de biens à l'abbaye de l'Île-Barbe.

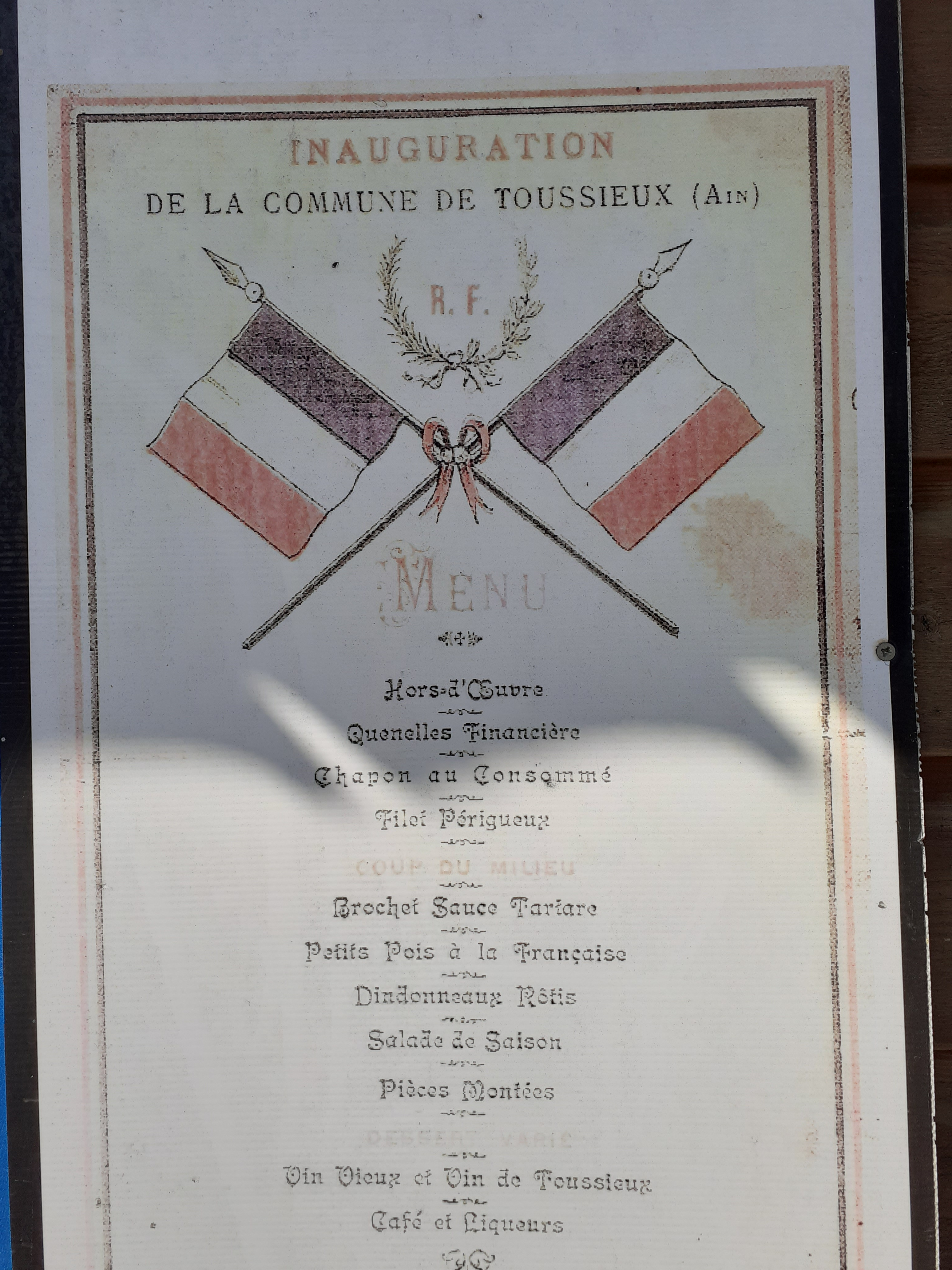
Menu du Banquet du 1 avril 1900 pour l'inauguration de la commune et la remise de son drapeau.

Pendant la Révolution française de 1789, l'Assemblée Nationale Constituante institue les communes en lieu et place des paroisses religieuses. Par décret du 9 décembre 1792, l'Assemblée Nationale rattache la paroisse de Toussieux et la paroisse de Pouilleux à celle de Reyrieux pour ne former qu'une seule municipalité.
Les habitants de l'ancienne paroisse de Toussieux se pleignent de cette situation en raison de l'éloignement géographique entre Toussieux et Reyrieux et des impôts payés dont ils ont le sentiment de ne tirer aucun profit.
De 1852 à 1900, les habitants de Toussieux expriment régulièrement leur souhait de s'ériger en commune indépendante.
Par une loi du 18 février 1900, le Président de la République Émile Loubet promulgue la naissance de la commune de Toussieux,.
La fête d'inauguration de la commune et la remise de son drapeau a lieu 1er avril 1900.

## Géographie

### Voies de communication et transports
La commune de Toussieux comprend 31 voies, deux lieux-dits et 465 numéros.
Les gares les plus proches de Toussieux se trouvent à Quincieux (7 km), Villefranche-sur-Saône (8,6 km), Anse (8,8 km), Neuville-sur-Saône (9,2 km), Albigny-sur-Saône (9,6 km).
Les aéroports les plus proches de Toussieux sont l'aéroport de Lyon-Bron (27 km) et l'aéroport de Lyon-Saint-Exupéry (32 km).

### Hydrographie
La commune de Toussieux est traversée par la rivière du Morbier, ainsi que par les ruisseaux de Vignoles et de la Caillate.

### Climat
Pour des articles plus généraux, voir Climat d'Auvergne-Rhône-Alpes et Climat de l'Ain.
En 2010, le climat de la commune est de type climat océanique altéré, selon une étude du CNRS s'appuyant sur une série de données couvrant la période 1971-2000. En 2020, Météo-France publie une typologie des climats de la France métropolitaine dans laquelle la commune est dans une zone de transition entre le climat semi-continental et le climat de montagne et est dans la région climatique  Bourgogne, vallée de la Saône, caractérisée par un bon ensoleillement (1 900 h/an), un été chaud (18,5 °C), un air sec au printemps et en été et des vents faibles. 
Pour la période 1971-2000, la température annuelle moyenne est de 11,7 °C, avec une amplitude thermique annuelle de 17,9 °C. Le cumul annuel moyen de précipitations est de 803 mm, avec 9,3 jours de précipitations en janvier et 6,9 jours en juillet. Pour la période 1991-2020, la température moyenne annuelle observée sur la station météorologique de Météo-France la plus proche, « Villefranche », sur la commune de Villefranche-sur-Saône à 9 km à vol d'oiseau, est de 13,1 °C et le cumul annuel moyen de précipitations est de 790,9 mm,. Pour l'avenir, les paramètres climatiques de la commune estimés pour 2050 selon différents scénarios d'émission de gaz à effet de serre sont consultables sur un site dédié publié par Météo-France en novembre 2022.

## Urbanisme

### Typologie
Au 1er janvier 2024, Toussieux est catégorisée ceinture urbaine, selon la nouvelle grille communale de densité à 7 niveaux définie par l'Insee en 2022.
Elle appartient à l'unité urbaine de Lyon, une agglomération inter-départementale dont elle est une commune de la banlieue,. Par ailleurs la commune fait partie de l'aire d'attraction de Lyon, dont elle est une commune de la couronne,. Cette aire, qui regroupe 397 communes, est catégorisée dans les aires de 700 000 habitants ou plus (hors Paris),.

### Occupation des sols
L'occupation des sols de la commune, telle qu'elle ressort de la base de données européenne d’occupation biophysique des sols Corine Land Cover (CLC), est marquée par l'importance des territoires agricoles (85,2 % en 2018), en diminution par rapport à 1990 (89,4 %).
La répartition détaillée en 2018 est la suivante : terres arables (63,5 %), zones agricoles hétérogènes (17,7 %), zones urbanisées (14 %), prairies (4,1 %), forêts (0,4 %), zones industrielles ou commerciales et réseaux de communication (0,3 %).
L'évolution de l’occupation des sols de la commune et de ses infrastructures peut être observée sur les différentes représentations cartographiques du territoire : la carte de Cassini (XVIIIe siècle), la carte d'état-major (1820-1866) et les cartes ou photos aériennes de l'IGN pour la période actuelle (1950 à aujourd'hui).

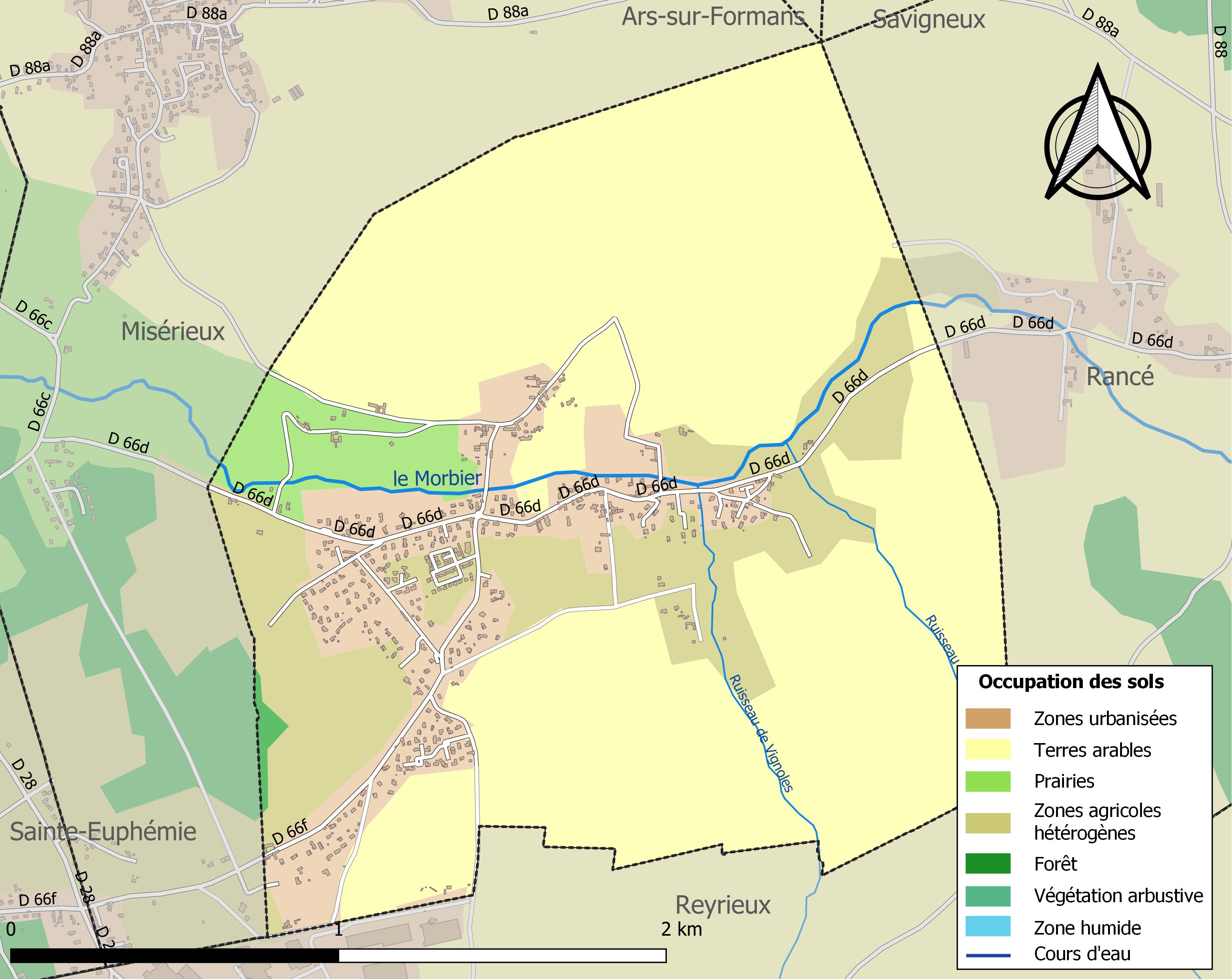
Carte des infrastructures et de l'occupation des sols de la commune en 2018 (CLC).

### Logement
Avec une superficie totale de 4,74 km2 et une population totale de 1 169 habitants (en 2020), la densité de population est de 246,6 habitants au km2.
En 2020, le commune comportait 450 logements dont 94,3 % sont des résidences principales et 4,8 % des logements vacants. 
Parmi les résidences principales, 84,3 %, sont occupées par des propriétaires.

## Politique et administration

### Découpage territorial
La commune de Toussieux est membre de la communauté de communes Dombes Saône Vallée, un établissement public de coopération intercommunale (EPCI) à fiscalité propre créé le 1er janvier 2014 dont le siège est à Trévoux. Ce dernier est par ailleurs membre d'autres groupements intercommunaux.
Sur le plan administratif, Toussieux est rattachée à l'arrondissement de Bourg-en-Bresse, au département de l'Ain et à la région Auvergne-Rhône-Alpes.
Sur le plan électoral, Toussieux dépend du  canton de Trévoux pour l'élection des conseillers départementaux et de la deuxième circonscription de l'Ain  pour les élections législatives.

### Administration municipale
| Période  | Période  | Identité           | Étiquette | Qualité                                                  |
| -------- | -------- | ------------------ | --------- | -------------------------------------------------------- |
| 1995     | 1997     | Alain Moussel      |           | Démission en cours de mandat                             |
| 1997     | 1997     | Didier Kremer      |           | Premier adoint, maire par intérim de septembre à octobre |
| 1997     | 2008     | Marc Jaboulet      |           | Réélu en 2001                                            |
| 2008     | mai 2020 | Jean-Claude Aubert |           | Retraité de la fonction publique                         |
| mai 2020 | En cours | Armand Chaumont    |           | Ancien employé                                           |

## Population et société

### Démographie
Les habitants de Toussieux sont les "Toussinois" et les "Toussinoises".
L'évolution du nombre d'habitants est connue à travers les recensements de la population effectués dans la commune depuis 1806.
En 2020, la commune comptait 1 169 habitants, en augmentation de 41,87 % par rapport à 2014 (Ain : +5,07 %, France hors Mayotte : +1,9 %) 
En 2020, Toussieux comptait 424 ménages .
| 1806 | 1901 | 1906 | 1911 | 1921 | 1926 | 1931 | 1936 | 1946 |
| ---- | ---- | ---- | ---- | ---- | ---- | ---- | ---- | ---- |
| 176  | 220  | 203  | 204  | 174  | 184  | 173  | 174  | 175  |

| 1954 | 1962 | 1968 | 1975 | 1982 | 1990 | 1999 | 2006 | 2007 |
| ---- | ---- | ---- | ---- | ---- | ---- | ---- | ---- | ---- |
| 182  | 176  | 160  | 156  | 327  | 437  | 727  | 736  | 737  |

| 2012 | 2017  | 2022  | - | - | - | - | - | - |
| ---- | ----- | ----- | - | - | - | - | - | - |
| 797  | 1 091 | 1 228 | - | - | - | - | - | - |

### Enseignement
Toussieux dispose d'une école primaire publique qui évolue sous la supervision de l'Inspection Académique de l'Ain. Cette école créée le 19 octobre 1966 fait partie du Regroupement Pédagogique Intercommunal (n°001922) créé à la rentrée scolaire de 1992 entre les communes de Rancé et Toussieux ; dans le but de maintenir des effectifs permettant aux deux écoles de fonctionner. La maternelle se trouve dans la commune de Rancé et l'école primaire se trouve dans la commune de Toussieux.

### Économie
En 2021, l'endettement de la commune de Toussieux était de 636 010 euros.

## Culture et patrimoine

### Lieux et monuments

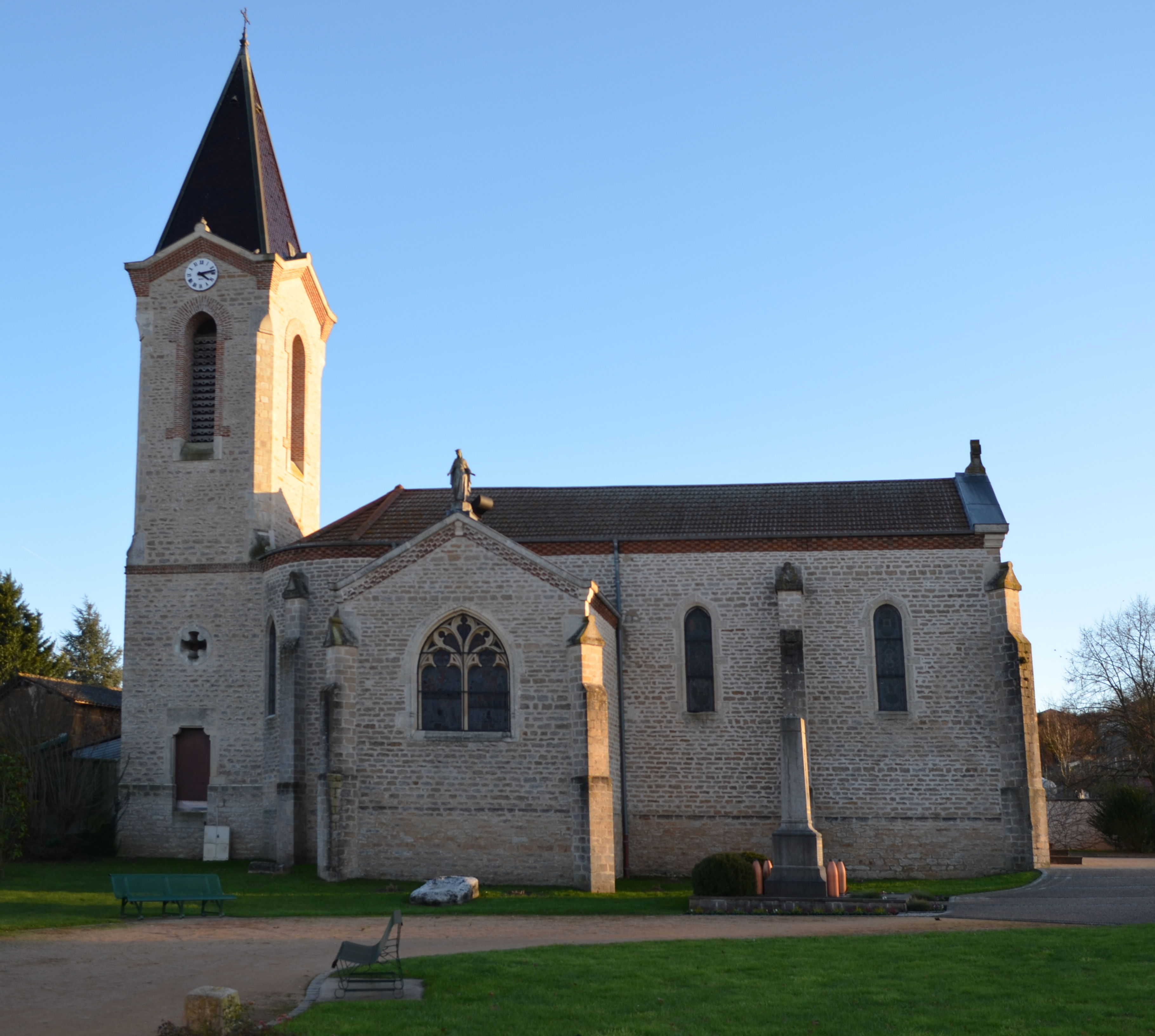
Vue latérale de l'église Saint-Bonnet de Toussieux.

- Église Saint-Bonnet de Toussieux.

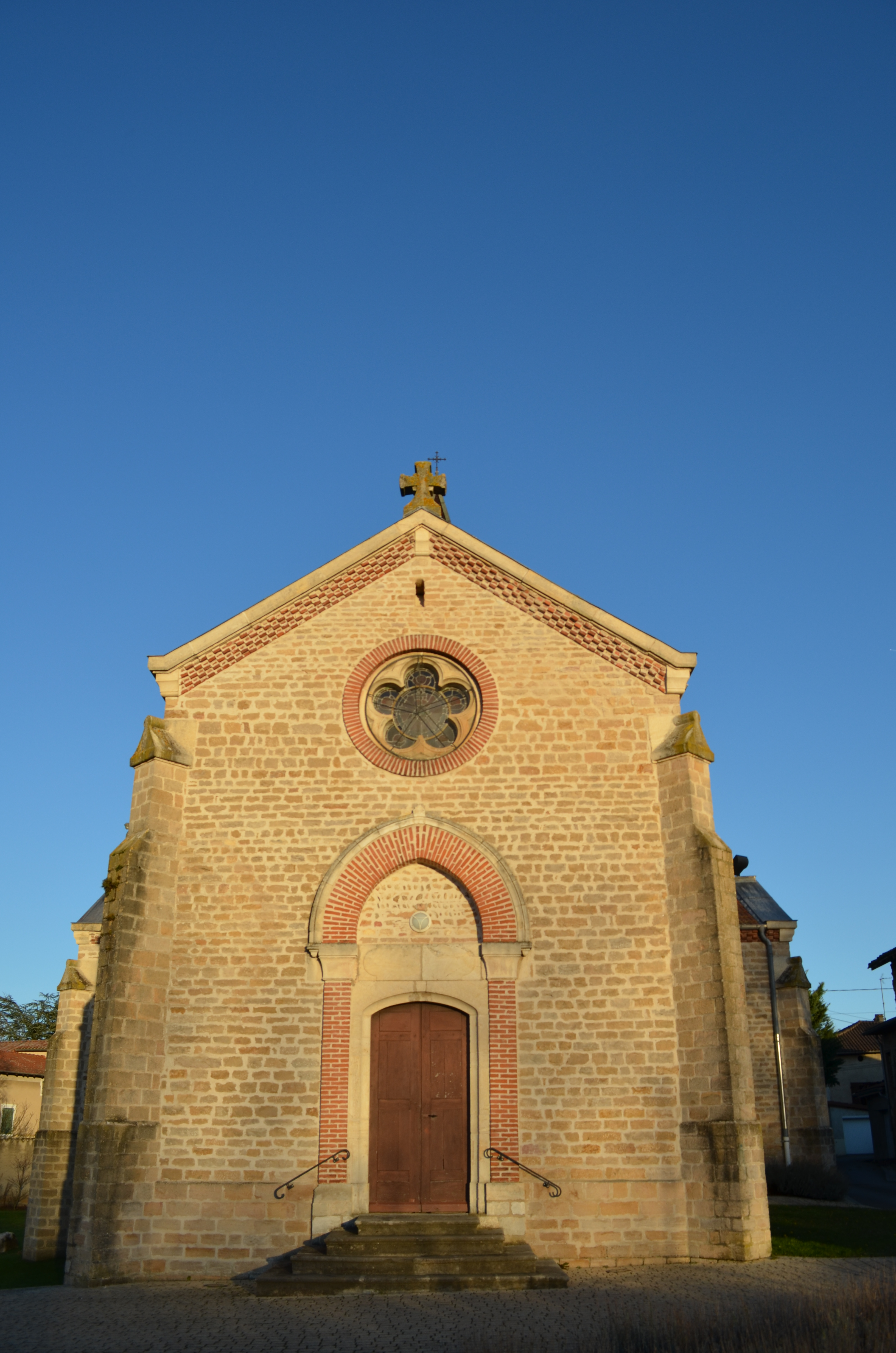
Entrée de l'église Saint-Bonnet de Toussieux.
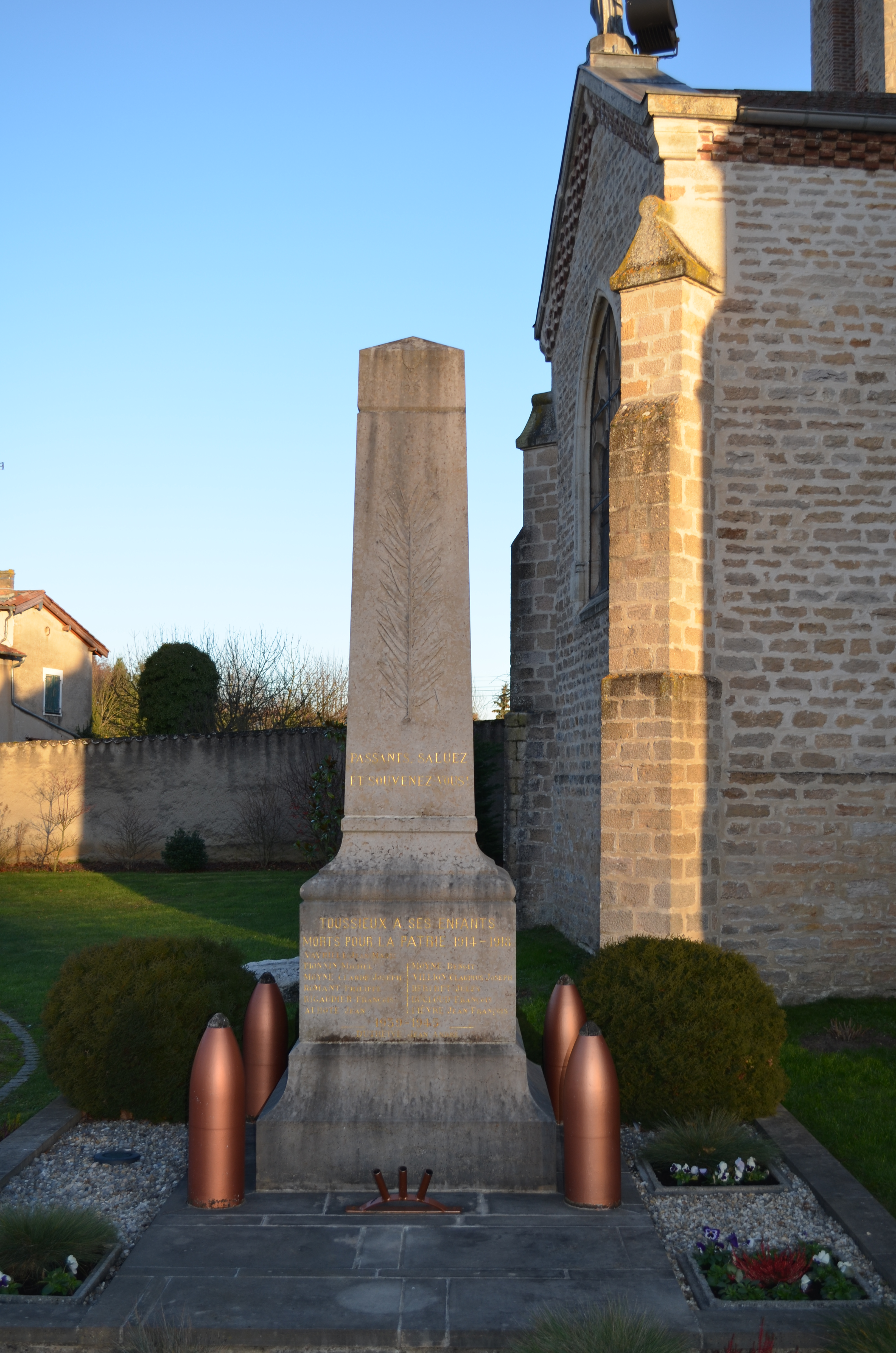
Monument aux morts de Toussieux.
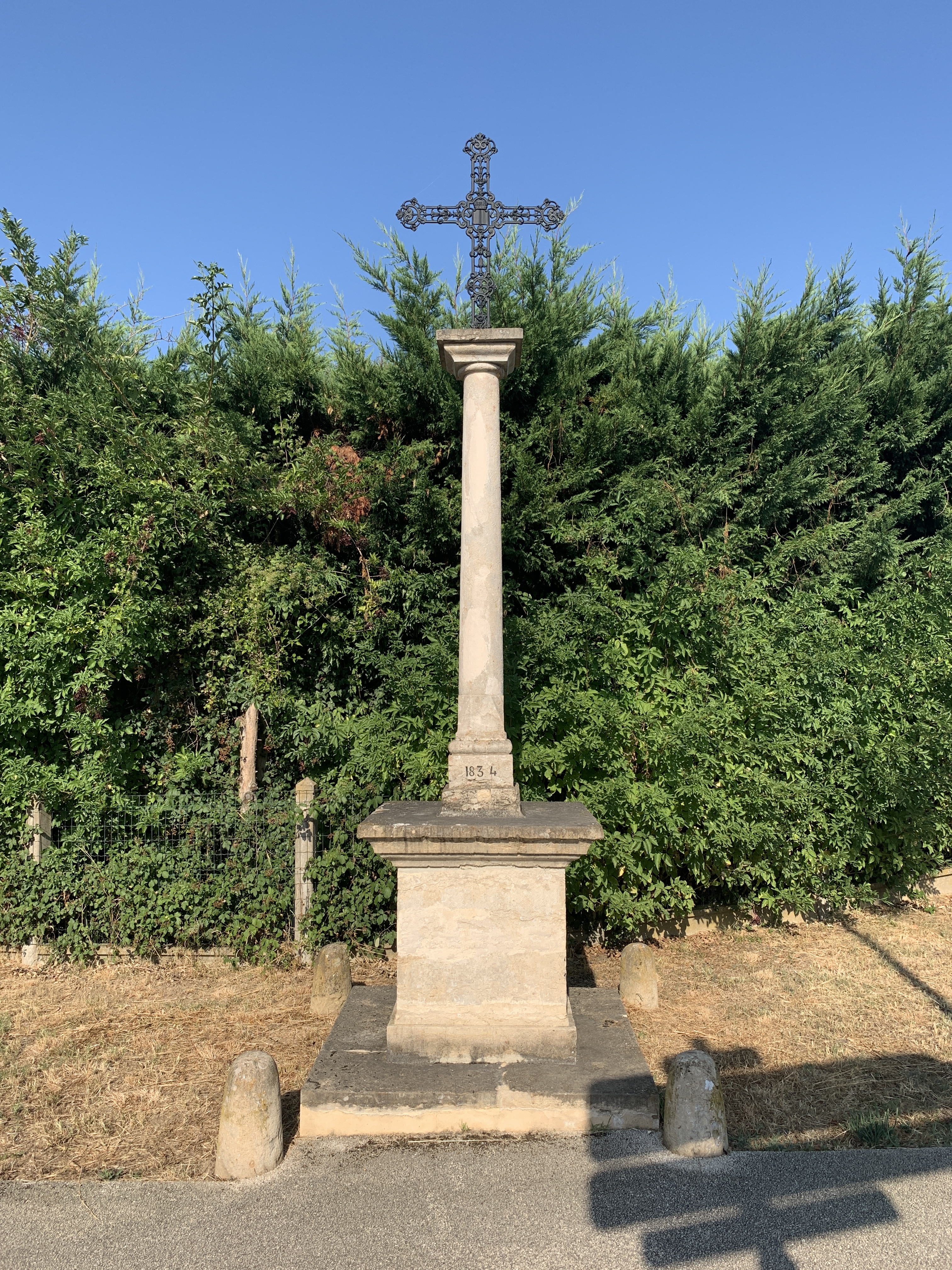
Croix chemin de Fourvière.